# Котвено устройство
Котвено устройство (котвен механизъм) е едно от корабните устройства; съвкупност от технически средства, предназначени да държат кораба на място относително брега, вълните, вятъра или теченията при стоенето му на рейд, в залив, пристанище или в открито море. В състава на котвеното устройство влизат котва, котвените вериги и приспособленията за спускане, вдигане, закрепване и съхранение на котвите и котвените вериги (котвени клюзове, шпил, брашпил, стопори).
На бойните надводни кораби по щат следва да има две стационарни (основни) котви, всяка от които да има собствена верига и една резервна котва с теглото на основна котва. На катери с водоизместимост под 35 тона има само една стационарна котва. Освен основните котви на кърмата на кораба има и спомагателни котви.